# Hanno Sjöfararen

Hannos afrikanska upptäcktsresa.

Hanno Sjöfararen var en karthagisk upptäcktsresande. Han gjorde omkring år 510 f.Kr. en upptäcktsresa till sjöss längs Afrikas (västra) kust för att utvidga Karthagos handelsförbindelser och grundlägga kolonier.
En grekisk översättning av hans resebeskrivning finns fortfarande i behåll (utgiven i Carolus Müllers "Geographi græci minores", I, 1855). C. M. Kan ("De periplous van Hanno", 1891) och Curt Th. Fischer ("De Hannonis carthaginiensis periplo", 1894) förlägger färden till mitten av 5:e århundradet före Kristus, den sistnämnde med stöd av Herodotos IV, närmare till något av åren mellan 465 och 450 f.Kr.

## Expeditionen
Hannos expedition dokumenterades i en så kallad periplus, en dagbok och observationer. Denna seglingsbeskrivning upptecknades av romaren Titus Livius och finns bevarad.
Kungen av Karthago skickade Hanno sjöfarare att utforska och kolonisera den västafrikanska kusten. Han var chef för en eskader bestående av 60 galärer. Den seglade ut genom Gibraltar sund och nio kolonier anlades i nuvarande Marocko.